# Великий Выстороп
Великий Выстороп (укр. Великий Вистороп) — село,
Великовысторопский сельский совет,
Лебединский район,
Сумская область,
Украина.

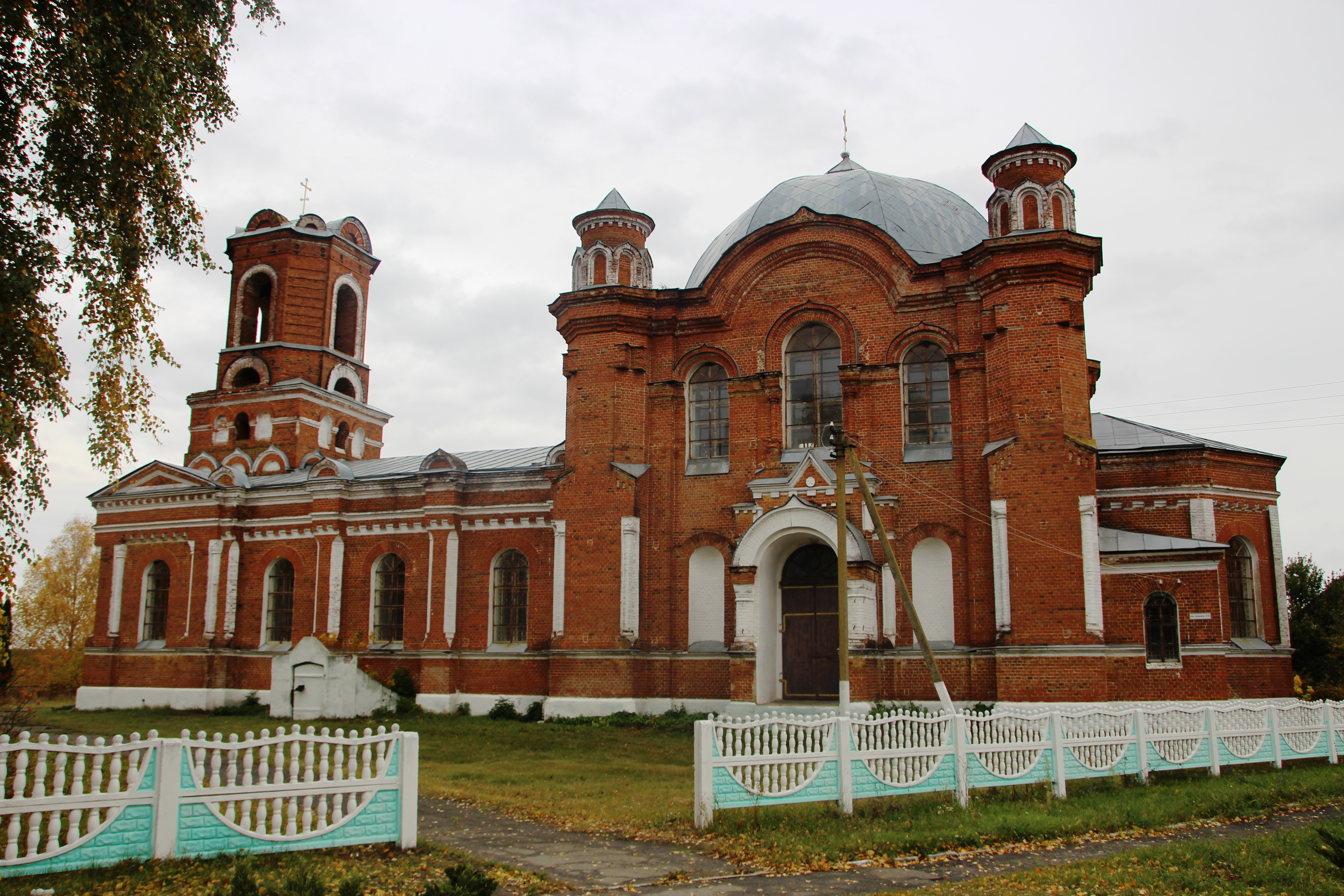
Церковь Параскевы Пятницы

Код КОАТУУ — 5922982001. Население по переписи 2001 года составляло 982 человека.
Является административным центром Великовысторопского сельского совета, в который, кроме того, входят сёла
Гатка,
Перелески,
Супруны,
Лесное,
Грядки и
Молочное.

## Географическое положение
Село Великий Выстороп находится на берегу реки Легань,
выше по течению примыкает село Супруны,
ниже по течению на расстоянии в 5 км расположено село Перелески.
К селу примыкает большой лесной массив (сосна).

## История
- Село Великий Выстороп основано в начале XVII века.

## Экономика
- «Довира», ООО.
- «Великий Выстороп», ЧП.

## Объекты социальной сферы
- Детский сад.
- Школа I—II ст.

## Религия
- Церковь Параскевы Пятницы, построена в 1780 году.